# Instituto Tecnológico de Nuevo León
El Instituto Tecnológico de Nuevo León (TECNL), también conocido como TEC de Nuevo León, es una universidad pública con sede principal en Guadalupe, Nuevo León, México.
Cuenta con 7 carreras de ingeniería. En las cuales se encuentran: Sistemas computacionales, electrónica, mecatrónica, ambiental, gestión empresarial, industrial y electromecánica.
También tiene 2 maestrías:
Maestría en ingeniería.
Maestría en administración.

## Historia
Como parte del Sistema Nacional de Educación Superior Tecnológica, dependiente de la Secretaría de Educación Pública, el 1 de octubre de 1976 fue fundado el Instituto Tecnológico de Nuevo León con el objetivo de difundir en el país los beneficios de la Educación Tecnológica y crear polos de desarrollo de acuerdo a las necesidades regionales convirtiéndose en la primera Institución Federal de Educación Superior en el Estado de Nuevo León y la número 48 del Sistema Nacional de Institutos Tecnológicos.
En sus orígenes ocupó como sede otras instituciones federales y finalmente el 10 de septiembre de 1979 pasó a ocupar su sede definitiva en Cd. Guadalupe N.L. en un terreno adquirido a instancias de su primer Director, el Ing. Ignacio Carrillo González.  Actualmente el director del Instituto es el Dr. Mario Alberto Martínez Hernández.
Cuenta con una planta docente capacitada con estudios de Maestría y Doctorado en áreas afines a las carreras que ofrece, lo que los acredita como profesores e investigadores conscientes de la responsabilidad que tienen hacia los sectores sociales en la formación de recursos humanos con una visión integral de calidad, confiabilidad y de cuidado del medio ambiente.
Las carreras con que se inició fueron:
```
 Ingeniería Industrial en Producción
 Licenciado en Administración de Empresas
```

Actualmente se imparten siete carreras profesionales y 2 posgrados:
```
 Ingeniería Industrial (Modalidad Virtual y Presencial)
 Ingeniería Ambiental
 Ingeniería en Gestión Empresarial (Modalidad Virtual y Presencial)
 Ingeniería en Sistemas Computacionales (Virtual y Presencial)
 Ingeniería Electrónica
 Ingeniería Electromecánica
 Ingeniería Mecatrónica
 Maestría en Ingeniería
 Maestría en Ingeniería Administrativa
```

Las carreras de Ingeniería Electrónica e Ingeniería en Sistemas Computacionales se encuentran acreditadas por CACEI y ya contamos con la acreditación del Posgrado por CONACyT.
Cabe señalar que desde noviembre de 2006, se logró la Certificación ISO-9001:2000, mediante el Sistema de Gestión de Calidad y actualmente en el mes de mayo de 2011 se logró la recertificación en la norma ISO 9001:2008. Finalmente el día 3 de octubre del 2018, logramos la Certificación en la norma ISO 9001:2015 con la que actualmente contamos.
En el 2012 se estableció el Centro de Investigación Tecnológica, como parte del Parque de Investigación e Innovación Tecnológica, PIIT, en el Estado de Nuevo León, el cual cuenta con diez laboratorios, para trabajar proyectos relacionados con la sustentabilidad del medio ambiente, así como la impartición de la Maestría en Ingeniería, con especialidad en las líneas de investigación tales como:
```
 Generación de insumos biodegradables para la industria
 Fuentes alternas de energía
 Optimización de recursos renovables
 Modelo de proyectos en alimentos
 Manejo de materiales reciclables
 Proyectos de impactos sustentables
 Ecotrónica
 Sistemas biológicos en cómputo: modelo de simulación
 Incubación de empresas basadas en conocimiento con responsabilidad sustentable
 Desarrollo de aplicación de las tecnologías de información en proyectos de sustentabilidad
```

El jueves 20 de septiembre de 2012, el gobernador del Estado de Nuevo León, Lic. Rodrigo Medina de la Cruz, dio el banderazo en las instalaciones del Parque, a la segunda etapa del Centro de Investigación e Innovación Tecnológica del Instituto Tecnológico de Nuevo León.

## Acreditaciones

### A nivel nacional
- CONACYT (Consejo Nacional de Ciencia y Tecnología)
- CACEI (Consejo de Acreditación de la Enseñanza de la Ingeniería)

## Oferta educativa

### Licenciaturas
- Ingeniería Ambiental
- Ingeniería Eléctrica
- Ingeniería Electromecánica
- Ingeniería Industrial
- Ingeniería Mecatrónica
- Ingeniería en Gestión Empresarial
- Ingeniería en Sistemas Computacionales (Virtual y Presencial)

### Posgrados
- Especialización y Maestría en Ingeniería Mecatrónica

Las carreras de Ingeniería Electrónica e Ingeniería en Sistemas Computacionales se encuentran acreditadas por CACEI y con la acreditación del Posgrado por CONACyT.
Cabe señalar que desde noviembre de 2006, se logró la Certificación ISO-9001:2000, mediante el Sistema de Gestión de Calidad y actualmente en el mes de mayo de 2011 se logró la recertificación en la norma ISO 9001:2008.

## Parque de Investigación e Innovación Tecnológica (PIIT)
En el 2012 se encuentra en proceso para establecer un Centro de Investigación Tecnológica como parte del Parque de Investigación e Innovación Tecnológica PIIT en el Estado de Nuevo León, el cual contará con diez laboratorios para trabajar proyectos relacionados con la sustentabilidad del medio ambiente, así como la impartición de la Maestría en Ingenierías con especialidad en las líneas de investigación tales como:
- Generación de insumos biodegradables para la industria
- Fuentes alternas de energía
- Optimización de recursos renovables
- Modelo de proyectos en alimentos
- Manejo de materiales reciclables
- Proyectos de impactos sustentables
- Ecotrónica
- Sistemas biológicos en cómputo: modelo de simulación
- Incubación de empresas basadas en conocimiento con responsabilidad sustentable
- Desarrollo de aplicación de las tecnologías de información en proyectos de sustentabilidad

El jueves 20 de septiembre de 2012, el gobernador del Estado de Nuevo León, Lic. Rodrigo Medina de la Cruz, dio el banderazo en las instalaciones del Parque, a la segunda etapa del Centro de Investigación e Innovación Tecnológica del Instituto Tecnológico de Nuevo León.